# Gorenjska statisztikai régió
Gorenjska statisztikai régió (németül: Oberkrain, olaszul: Alta Carniola, magyarul Felső-Krajna) Szlovénia északi statisztikai régiója. Területe jelentősen eltér a hasonló nevű földrajzi-történelmi tájegységétől. Ipara és idegenforgalma egyaránt jelentős, nagy természetvédelmi területek is találhatók itt. Fő települése Kranj.

## A régió jellemző adatainak szöveges leírása
A régió csaknem egészében alpesi jellegű, részben védett, mint a Triglavi Nemzeti Park. Hegyei közül a legmagasabb a Triglav, Szlovénia nemzeti jelképe.
2016-ban a régióban élt Szlovénia lakosságának 10%-a. Itt volt a legmagasabb a 0–14 éves korosztály aránya (15,8%), valamint a legmagasabb a természetes szaporodás (1,6 fő 1.000 lakosra). Az elvándorlás miatt a lakosság száma csökkent (–1,8 fővel 1.000 lakosra). Képzettség szempontjából a lakosság a második helyen volt a szlovéniai statisztikai régiók között. A munkanélküliség aránya a második legalacsonyabb volt az országban (6,1%). A havi átlagos nettó fizetés 1.025 EUR volt.  Ebben a régióban volt a lakosság a leginkább elégedett, ez a mutató 10-es skálán 7,3 volt 2016-ban.
A régióban mintegy 19.500 vállalat működött, összesen 71.400 főt foglalkoztatva. Az egy főre jutó GDP 17.269 EUR volt, kissé alacsonyabb a szlovén átlagnál. (Összehasonlításul az egy főre jutó magyar GDP 2017-ben 8,6%-os rekordnövekedés után 12.600 eurót ért el.)
A turisztikai szálláshelyek száma ebben a régióban volt a legtöbb, 28.600 ágy avagy a szlovéniai összes szálláshely 22%-a. 2016-ban összesen több mint 2,2 millió turista látogatott ide, és itt töltötték el a szlovéniai turistaéjszakák 24%-át.

## Községek a régió területén
A statisztikai régió területén a következő községek (szlovénül občina) találhatók: 
- Bled
- Bohinj
- Cerklje na Gorenjskem
- Gorenja Vas–Poljane
- Gorje
- Jesenice
- Jezersko
- Kranj
- Kranjska Gora
- Naklo
- Preddvor
- Radovljica
- Šenčur
- Škofja Loka
- Tržič
- Železniki
- Žiri
- Žirovnica

## Fordítás
Ez a szócikk részben vagy egészben  a   Gornjska statistična regija című szlovén Wikipédia-szócikk ezen változatának fordításán alapul.  Az eredeti cikk szerkesztőit annak laptörténete sorolja fel. Ez a jelzés csupán a megfogalmazás eredetét és a szerzői jogokat jelzi, nem szolgál a cikkben szereplő információk forrásmegjelöléseként.